# Belle Montrose
Belle Montrose, nacida como Isabelle Donohue, (Illinois, 23 de abril de 1886 – Hollywood, 26 de octubre de 1964) fue una actriz e intérprete de vodevil irlandesa-estadounidense. 

## Biografía
Apareció en varias obras de teatro juntó con su esposo Carroll Abler (nombre artístico: Billy Allen, 1888–1923) formando un equipo de comedia con su esposo Allen, durante una gira en el Circuito de Orpheum.
El 26 de diciembre de 1921, Montrose y Carroll Abler tuvieron un hijo, el actor Steve Allen. Tras la muerte de su marido en 1923, cuando su hijo Steve tenía menos de dos años, Montrose tuvo que seguir actuando en el vodevil, dejando a su hijo al cuidado de su familia en Chicago mientras ella estaba de gira, trabajando principalmente como solista y con algunos comediantes. En 1925, Milton Berle, quien tenía 17 años, realizó una gira con Montrose. Este llegó a describirla como "la intérprete mas divertida del vodevil."
Años después, Steve Allen publicó en su memoria, Mark It and Strike It: An Autobiography (1960).
Montrose murió de un ataque al corazón en Hollywood, a los 78 años. Fue enterrada en el San Fernando Mission Cemetery ubicado en San Fernando (California).

### Televisión
Montrose trabajó en televisión, incluyendo varias apariciones en Steve Allen's Sunday (1956–59), The Steve Allen Plymouth Show (1959–60) y en The New Steve Allen Show (1961). Montrose hizo una aparición en The Hathaways (1961), protagonizada por Peggy Cass y Jack Weston.

### Cine
Sus apariciones en la industria cinematográfica incluyen The Absent-Minded Professor (1961) y en un papel no acreditado en Son of Flubber (1963).

## Filmografía
| Año  | Título                      | Papel                | Notas         |
| ---- | --------------------------- | -------------------- | ------------- |
| 1961 | The Absent-Minded Professor | Mrs. Chatsworth      |               |
| 1963 | Son of Flubber              | Mother in Commercial | Sin acreditar |